# Shinjuku Center Building
El Shinjuku Center Building (新宿 セ ン タ ー ビ ル, Shinjuku Sentā Biru) es un rascacielos en el distrito financiero de Nishi-shinjuku en Shinjuku, Tokio, Japón. Mide 223 metros y tiene 54 pisos. Es la sede de la Taisei Corporation. Allí trabajan 10.000 personas más de 25.000 personas visitan diariamente el rascacielos.

## Historia
Se inauguró el 11 de enero de 1979. El rascacielos apareció en la película Godzilla de 1984. El francés Alain Robert lo escaló con éxito en 1998 y fue arrestadoal llegar a la azotea. Ese mismo año el edificio fue completamente renovado.
En 2008, la Japan Prime Realty Investment Corporation lo adquirió por 21.000 millones de yenes.
En 2009, fue equipado con amortiguadores sísmicos para suprimir las vibraciones causadas por el movimiento de tierra de los terremotos. Se instalaron 288 entre los pisos 15 y 39. Estos redujeron en un 20 % los efectos del terremoto de 2011.